# Lằn ranh đỏ
Lằn ranh đỏ (tiếng Anh: red line) là thuật ngữ dùng để chỉ một giới hạn hoặc ranh giới vô hình được vạch ra nhằm cảnh báo việc không được phép vượt qua ranh giới này do nguy cơ phải đối diện với một sự trừng phạt hoặc hậu quả bất lợi. Đây là cụm từ có nguồn gốc từ tiếng Anh và bắt nguồn sâu xa từ tiếng Do Thái (קו אדום, Kav Adom), nó được nhắc đến qua một tường thuật của một nhà báo với tựa đề "Lằn ranh đỏ mong manh" trong một bài báo.

## Sử dụng
Trong thế giới ngày nay, thuật ngữ lằn ranh đỏ mang nhiều tính chất chính trị và thể hiện sự áp đặt tiêu chuẩn của những quốc gia lớn đối với những quốc gia nhỏ hơn hoặc các quốc gia vạch ra ranh giới vô hình với nhau qua đó xác định giới hạn của cách hành xử quốc tế. Chẳng hạn:
Tổng thống Mỹ Barack Obama đã gửi đi thông điệp cảnh báo đến nhiều nước về việc sử dụng vũ khí hóa học ở Syria là một lằn ranh đỏ và nếu chính quyền Syria vượt qua lằn ranh này thì Hoa Kỳ sẽ can thiệp sau đó, có thông tin cho rằng Syria đã vượt qua lằn ranh này bằng việc sử dụng vũ khí hóa học để tấn công phe đối lập do đó chính quyền Mỹ đã cáo buộc Syria đã vượt qua lằn ranh đỏ do Mỹ tự đặt ra và tuyên bố sẽ cung cấp viện trợ quân sự cho các lực lượng chống Tổng thống Bashar al-Assad. Tuy nhiên Nga cho rằng thông tin chế độ Syria sử dụng vũ khí hóa học là bịa đặt, cũng giống như chuyện vũ khí hủy diệt hàng loạt của Saddam Hussein ở Iraq nhằm tạo cớ cho sự can thiệp của Mỹ.
Chính quyền Israel cũng ra cảnh báo về lằn ranh đỏ đối với Iran liên quan đến chương trình hạt nhân của Iran. Và nếu Iran không tuân theo, Israel tấn công phủ đầu Iran, Thủ tướng Israel Netanyahu cho rằng cần một bàn tay cứng rắn để ngăn chặn chương trình hạt nhân của Iran Mỹ và Israel thậm chí còn tổ chức họp thượng đỉnh về lằn ranh đỏ với Iran
Ấn Độ cũng đã đặt lằn ranh đỏ với Trung Quốc về việc tranh chấp biên giới, theo đó nước này không thể chấp nhận bất kỳ sự xáo trộn nào đối với tình trạng hiện có và rằng sự khiêu khích - như việc đột nhập thung lũng Depsang, phía Đông Ladakh, vụ rắc rối ở vùng đất phía Tây là nơi quân đội Trung Quốc đột kích và dựng lều ở sâu 19 km bên trong vùng lãnh thổ mà Ấn Độ tuyên bố chủ quyền và có tin cho rằng Ấn Độ có thể tấn công hạt nhân phủ đầu Trung Quốc và cả Pakistan.

## Trong văn hóa
Đã có 04 bộ phim hành động của Mỹ với tên gọi Lằn ranh đỏ (Red line) được sản xuất vào các năm 1959, 1965, 1996, 1998 và 2013 là một bộ phim có tự đề Lằn ranh đỏ mong manh